# Île Lattanzi
Île Lattanzi ist eine bis zu 13 m hohe Insel im Géologie-Archipel vor der Küste des ostantarktischen Adélielands.
Ursprünglich war sie als Îlot des Damiers (französisch für Damebrettinsel). Französische Wissenschaftler nahmen 1999 eine Umbenennung vor. Namensgeber ist Dario Lattanzi, Ingenieur des französischen Schiffs L’Astrolabe, der am 8. Februar 1999 bei einem Hubschrauberabsturz unweit der Dumont-d’Urville-Station gemeinsam mit zwei weiteren Besatzungsmitgliedern ums Leben gekommen war.